# Neil Henry
 (décembre 2023).
Si vous disposez d'ouvrages ou d'articles de référence ou si vous connaissez des sites web de qualité traitant du thème abordé ici, merci de compléter l'article en donnant les références utiles à sa vérifiabilité et en les liant à la section « Notes et références ».
Neil Henry, né le 23 janvier 1961 à Hobart (Australie), est un entraîneur australien de rugby à XIII.
Pendant de longues années, Neil Henry exerce le rôle de joueur-entraîneur dans des clubs modestes dans la région de Canberra dans les années 1980 et 1990. Au fil de ses expériences, il parvient à devenir entraîneur-adjoint aux North Queensland Cowboys. En 2006, il est recruté pour devenir entraîneur des Canberra Raiders. Les performances de ce club sous la houlette lui permet d'être nommé meilleur entraîneur de la National Rugby League en 2008. De 2009 à 2013, il prend en main le club des North Queensland Cowboys puis de 2014 à 2017 des Gold Coast Titans. Cette dernière expérience se solde par un licenciement à la suite d'une querelle avec son joueur Jarryd Hayne.

## Palmarès

### En tant qu'entraîneur
- Individuel :
  - Nommé meilleur entraîneur de la National Rugby League : 2008 (Canberra).